# 迈尔·塞缪尔·克里普克
迈尔·塞缪尔·克里普克（英語：Myer Samuel Kripke，1914年1月21日—2014年4月11日），是一名美国犹太教领袖、学者、慈善家。他是贝斯艾尔会堂领导人，并因投资沃伦·巴菲特而著名。
他出生于俄亥俄州，有三个孩子，其中包括索尔·阿伦·克里普克，后者成为了著名的哲学家和逻辑学家。
2014年4月11日，于内布拉斯加州奥马哈市無疾而終，享年100岁。